# Џил Руклсхаус
Џил Елизабет Руклсхаус (рођена Стрикланд; рођена 1937) је бивша специјална помоћница Беле куће и шефица Канцеларије за женске програме Беле куће и феминистичка активисткиња.     Такође је радила као комесар Комисије за грађанска права Сједињених Држава почетком 1980-их.  Тренутно је директор за велепродајну корпорацију Костко. 
Руклсхаус је позната по својој улози водећег републиканског заговорника феминистичке политике, као што су Амандман о једнаким правима и Репродуктивни избор жена, током врхунца политичког утицаја другог таласа феминизма у Сједињеним Државама. Због тога су је називали „Глорија Стајнем из Републиканске партије“ због својих отворених ставова о женским питањима.  Њена улога у покрету, коју је тумачила Елизабет Бенкс, драматизована је у минисерији Госпођа Америка, са шестом епизодом серије у њено име.

## Политичка каријера
Руклсхаус је рођена и одрасла у Индијанаполису, Индијана.  Дипломирала је на Универзитету Индијана, где је стекла основне студије, као и на Универзитету Харвард, где је магистрирала енглески језик.  
Национална политичка каријера пара почела је 1968. године, када се Џилин муж, Вилијам Руклсхаус, кандидовао против актуелног сенатора Бирча Беја на изборима за Сенат Сједињених Држава те године. Следеће године, председник Ричард Никсон га је именовао за помоћника државног тужиоца у Одељењу за грађанска права.  Са овим именовањем, пар се заједно преселио у Вашингтон, Д.Ц, са својом породицом.
Била је један од оснивача Националног женског политичког клуба 1971. и једна од његових најистакнутијих републиканских чланица.  Она је служила као портпарол NWPC-а на Републичкој националној конвенцији из 1972. године.  Кроз конвенцију је имала утицај на усвајање плана за женска права у партијској платформи из 1972. године. 

### Састанци у Белој кући
Након председничких избора 1972. године, Руклсхаус је служила као помоћница Ен Армстронг и шефица Канцеларије за женске програме Беле куће. Дала је оставку 1974. године, пошто је била део особља Беле куће нешто више од годину дана. 
Касније ју је председник Џералд Форд именовао за председавајућег Националне комисије за обележавање Међународне године жена 1975.  У овом својству, била је водећи заговорник конгресног финансирања које би подржало Националну конференцију жена 1977. године.  Била је и једна од четири представнице у делегацији САД на Светској конференцији Уједињених нација о Међународној години жена у Мексико Ситију, која је била од 19. јуна до 2. јула 1975.    Поднела је оставку на место председавајућег у јуну 1976. пошто се њена породица преселила у државу Вашингтон, остајући као обичан члан до краја године.  

### Национална конференција жена
Присуствовала је Националној конференцији жена 1977. у Хјустону као бивши председавајући комисије која ће бити организационо тело конференције.  Иако је била део организационог одбора за Конференцију за жене државе Вашингтон и кандидат за националног делегата, повукла је своју номинацију током државне конференције пре него што је гласање почело.   Њено учешће укључивало је водеће делегате у колективном обећању са церемоније отварања.   У оквиру учешћа на конференцији фотографисала ју је Дајана Мара Хенри.  
Након конференције, именована је за једну од чланица Председничког Националног саветодавног комитета за жене, којим су копредседавале Бела Абзуг и Кармен Делгадо Вотау.  Она је, заједно са још 24 члана, дала оставку из комитета у јануару 1979. као одговор на  отпуштање Беле Абзуг.

### Комесар за грађанска права
Године 1980. именована је за комесара Комисије за грађанска права Сједињених Држава од стране председника Џимија Картера.  Као републиканску кандидаткињу коју је именовао демократски председник, била је једна од ретких која је преживела почетни изазов за своју позицију,  а председник Реган је номиновао замену 1982.  Ову номинацију на крају Конгрес није прихватио. Као члан комисије, придружила се већинском чланству често критикујући ставове администрације о женама и мањинским групама.   
Одржала је ту позицију до краја 1983.  Иако се очекивало да ће њен мандат у комисији бити продужен,  она је на крају смењена те године. У интервјуу из 2005. године, она је навела да је то због њених умерених политичких ставова.  Заиста, у интерном меморандуму Беле куће, она је окарактерисана као „трн“ за администрацију, с обзиром на њену подршку јавности у Конгресу и њену критичку позицију према политици администрације. Као део договора о реформи Комисије за грађанска права , чланство је прешло са конгресног одобравања председничких кандидата на равномерну поделу од четири председничка именована и четири именована у Конгресу.  Док су неки очекивали да Руклсхаус буде именована за једног од конгресних именованих од стране вође мањине у Представничком дому (тада републиканца),  она није била предложена за реноминацију заједно са републиканском  колегиницом, феминисткињом Мери Луиз Смит.  
У року од месец дана од њене смене и реконституисања комисије, нови чланови су променили претходне позиције које је заузимало старо чланство афирмативном акцијом  и постали су знатно подложнији политичким хировима Председништва. 

### Последњи став о амандману о једнаким правима
Присуствовала је Републиканској националној конвенцији 1980. у Детроиту, предводећи марш од отприлике 4.500 присталица Амандмана о једнаким правима који се окупио за реафирмацију подршке Републиканске странке предложеном амандману.  Иако није успела да очува подршку своје странке ЕРА, била је део групе феминистичких републиканских републиканаца које су обезбедиле приватну обавезу од тадашњег номинованог Роналда Регана да именује прву жену у Врховном суду Сједињених Држава.  Годину дана пошто је постао председник Реган, Сандра Деј О'Конор је именована да се придружи суду.

## Лични живот
Удала се за Вилијама Руклсхауса 1962. године и заједно су подигли петоро деце, укључујући двоје из Вилијамовог претходног брака.  

## Приказ у популарним медијима
Руклсхаус је главни лик у мини-серији 2020, Гђа. Америка, где је тумачи Елизабет Бенкс.  Њен лик се користи као централна тачка за транзицију Републиканске странке из странке која генерално подржава питања попут ратификације Амандмана о једнаким правима на друштвено конзервативнију позицију, делимично под утицајем кампање Филис Шлафли за ЕРА и друге Евангелистичке хришћанске фракције, као што је Морална већина, које постају доминантније политичке снаге.  Ова транзиција је представљена у шестој епизоди серије, која је насловљена по Руклсхаусовој.